# Boj s ten'ju
Boj s ten'ju (Бой с тенью) è un film del 2005 diretto da Aleksej Sidorov.

## Trama
Il film racconta di un pugile russo che perde la vista e viene privato del sostegno finanziario. Ma lui non si arrende e cerca di trovare i soldi per un'operazione, salvare il suo amore e vendicarsi dei traditori.